# Portage (transport)

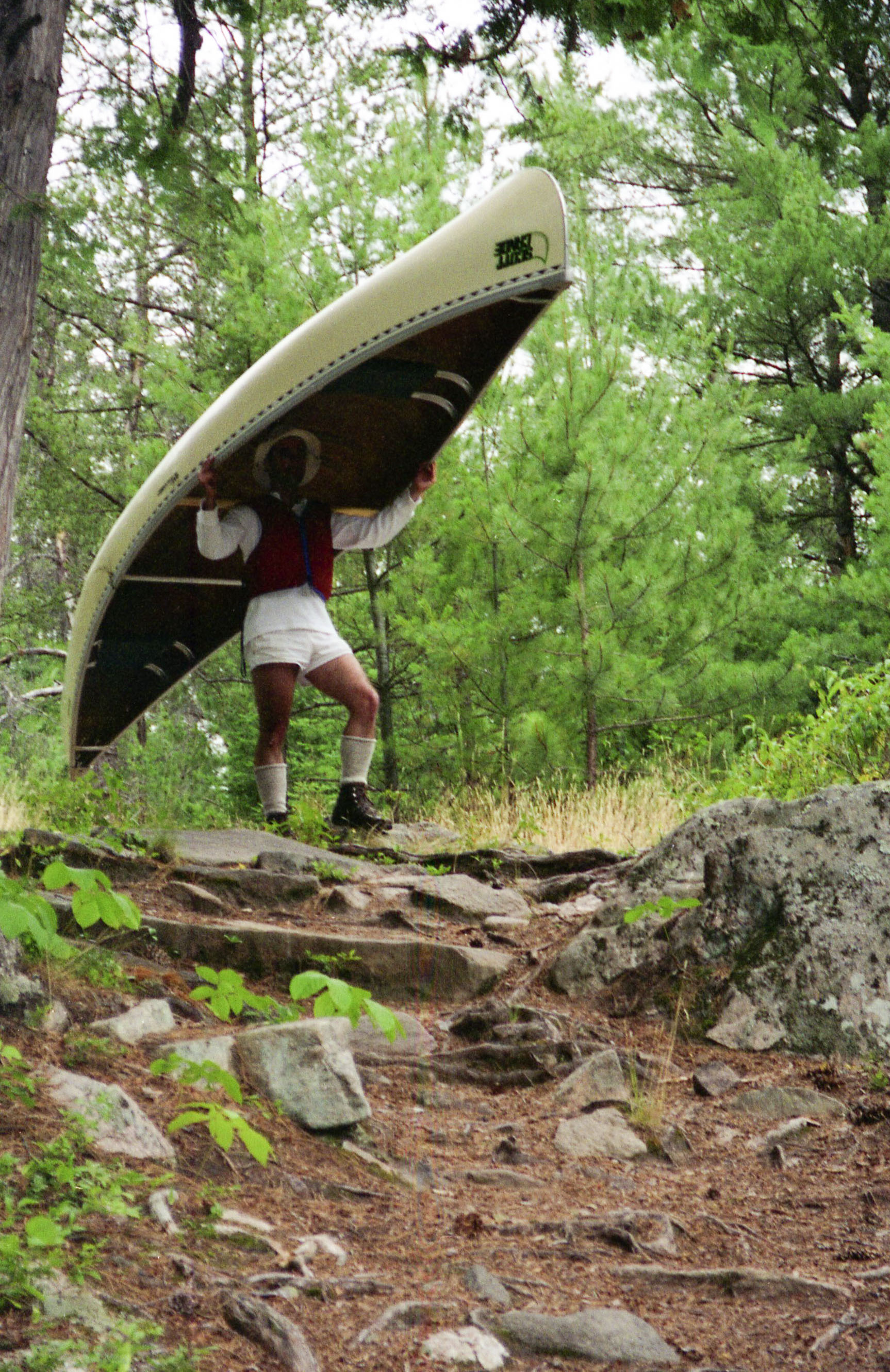
Een man portageert een kano in Algonquin Provincial Park, Ontario. Het zwemvest doet dienst als schouderbescherming.

Portage is het gebruik om watervoertuigen (zoals kano's) of watervracht over land te vervoeren, hetzij rond een obstakel in een rivier, hetzij tussen twee watermassa's. Het kan bijvoorbeeld gaan over het oversteken van een landengte of het land op het smalste gedeelte tussen twee rivieren.
Portage betreft een relatief primitieve vorm van transport op plaatsen waar er geen constructies zoals een overtoom of sluis voorhanden zijn, waardoor het watervoertuig en de goederen meestal met de hand moeten gedragen of versleept worden.
Een pad waar portage tussen watermassa's regelmatig plaatsvindt wordt zelf ook een portage genoemd. In de boreale wouden van Canada worden zulke portages reeds eeuwenlang door indianen aangeduid door het maken van lobsticks.